# Lazër Shantoja
Lazër Shantoja (2 septembre 1892 - 5 mars 1945) est un prêtre albanais, ayant exercé son ministère sacerdotal au sein de l'archidiocèse de Shkodër-Pult. Arrêté par les autorités communistes du gouvernement démocratique d'Albanie, dont le régime prônait une société sans religions, il est emprisonné et torturé avant d'être condamné à mort. Il est vénéré comme bienheureux par l'Église catholique.
Sa fête est célébrée le 5 mars.

## Biographie
Lazër Shantoja est né le 2 septembre 1892, à Shkodër, dans une famille modeste et religieuse. Il effectue ses études auprès du collège jésuite de Shkodër, où il aura pour professeur Ndre Mjeda. Il se distingue par ses excellents résultats en latin, grec et italien, et sera même le premier Albanais ayant acquis une maîtrise de l'espéranto. Ayant cerné sa vocation religieuse, il entre au séminaire de l'archidiocèse de Shkodër-Pult. En 1914, il part étudier en Autriche, à l'université d'Innsbruck, afin de perfectionner sa formation en théologie. Le 29 mai 1915, il reçoit l'ordination sacerdotale.
Il est nommé curé successivement de Pulaj, Beltojë, Velipojë, Rrjoll puis Sheldî. Prêtre dynamique, il organise avec soin les différentes paroisses qui lui sont confiées, et se distingue par son talent d'orateur. Homme de grande culture, il se spécialise en albanologie, publie des brochures dans des journaux catholiques et écrit des poèmes.
En janvier 1925, il est arrêté par les autorités, faussement accusé d'avoir participé à la révolution de juin 1924. Après plusieurs mois d'emprisonnement, il est gracié par le président Ahmet Zogu et s'exile à Belgrade, dans le Royaume des Serbes, Croates et Slovènes. En 1928, il s'installe à Vienne, où il crée le journal Ora e Shqipnisë, qui s'illustre comme une forme de résistance au régime mis en place en Albanie par Ahmet Zogu, devenu cette même année le roi Zog Ier. Par la suite, Lazër Shantoja continue son activité sacerdotale dans le Jura, alors bernois en Suisse, servant comme vicaire et prédicateur itinérant. En 1939, prend fin son exil après l'invasion du pays par les troupes fascistes italiennes qui chassent Zog. Fixé à Tirana, il redouble de tâches pastorales et participe en 1941 à la fondation de l'Académie des sciences d'Albanie.
Après la capitulation de l'Italie puis la lutte contre les troupes allemandes d'occupation, Enver Hoxha donne naissance à un gouvernement communiste. Rapidement, l'Église catholique est considérée comme hors la loi par le régime, qui lui confisque ses biens et restreint ses droits. Les sacrements ne pouvant plus être donnés, le père Shantoja célèbre la messe, confesse, baptise et instruit dans la religion de manière clandestine.
Le 27 janvier 1945, il est arrêté, et emprisonné à Tirana, où il subit diverses tortures. Devant son refus de renier la prêtrise, il est conduit le 31 janvier suivant devant le tribunal militaire, qui le reconnaît coupable de trahison envers l'État pour avoir continué son ministère sacerdotal, la religion étant considérée comme contraire à l'idéologie communiste. Cette décision est approuvée le 2 février par la Cour suprême qui le condamne à la peine de mort. Lazër Shantoja est fusillé le 5 mars 1945, dans l'enceinte de la prison de Tirana.

## Béatification et canonisation
- 10 novembre 2002 : introduction de la cause de béatification et canonisation.
- 26 avril 2016 : le pape François reconnaît que Lazër Shantoja est mort en haine de la foi, au titre duquel il est considéré comme martyr.
- 5 novembre 2016 : béatification célébrée à Shkodër par le cardinal Angelo Amato, préfet de la congrégation pour les causes des saints et représentant du pape.
- Il est commémoré le 5 mars selon le Martyrologe romain[1].